# Kabinet-Theodore Roosevelt
Het kabinet-Theodore Roosevelt was de uitvoerende macht van de Amerikaanse overheid van 14 september 1901 tot 4 maart 1909. Vicepresident Theodore Roosevelt uit New York van de Republikeinse Partij werd de 26e president van de Verenigde Staten na de moord op president William McKinley waarna hij de termijn van McKinley afmaakte. Roosevelt werd gekozen voor eigen termijn na het winnen van de presidentsverkiezingen van 1904 over de kandidaat van de Democratische Partij jurist en rechter Alton Parker. In 1905 had Roosevelt al bekendgemaakt zich niet kandidaat te stellen voor een nieuwe termijn in de presidentsverkiezingen van 1908.
| Nr.              | Functie(s) | Functie(s)                               | Ambtsbekleder            | Ambtsbekleder                        | Ambtstermijn      | Ambtstermijn     | Partij(en) |
| ---------------- | ---------- | ---------------------------------------- | ------------------------ | ------------------------------------ | ----------------- | ---------------- | ---------- |
| 25               |            | President van de Verenigde Staten        | Theodore Roosevelt       | Theodore Roosevelt (1858–1919)       | 14 september 1901 | 4 maart 1909     | R          |
| [ 1 ]            | [ 1 ]      | Vicepresident van de Verenigde Staten    | Vacant                   | Vacant                               | Vacant            | Vacant           | Vacant     |
| 26               |            | Vicepresident van de Verenigde Staten    | Charles Fairbanks        | Charles Fairbanks (1852–1918)        | 4 maart 1905      | 4 maart 1909     | R          |
| Kabinet          |            |                                          |                          |                                      |                   |                  |            |
| Nr.              | Functie(s) | Functie(s)                               | Ambtsbekleder            | Ambtsbekleder                        | Ambtstermijn      | Ambtstermijn     | Partij(en) |
| 37               |            | Minister van Buitenlandse Zaken          | John Hay                 | John Hay (1838–1905)                 | 30 september 1898 | 1 juli 1905      | R          |
| [ 4 ]            |            | Minister van Buitenlandse Zaken          | Francis Loomis           | Francis Loomis (1861–1948)           | 1 juli 1905       | 18 juli 1905     | R          |
| 38               |            | Minister van Buitenlandse Zaken          | Elihu Root               | Elihu Root (1845–1937)               | 18 juli 1905      | 27 januari 1909  | R          |
| 39               |            | Minister van Buitenlandse Zaken          | Robert Bacon             | Robert Bacon (1860–1919)             | 27 januari 1909   | 5 maart 1909     | R          |
| 42               |            | Minister van Financiën                   | Lyman Gage               | Lyman Gage (1836–1927)               | 4 maart 1897      | 1 februari 1902  | R          |
| 43               |            | Minister van Financiën                   | Leslie Shaw              | Leslie Shaw (1848–1932)              | 1 februari 1902   | 4 maart 1907     | R          |
| 44               |            | Minister van Financiën                   | George Cortelyou         | George Cortelyou (1862–1940)         | 4 maart 1907      | 8 maart 1909     | R          |
| 40               |            | Minister van Oorlog                      | Russell Algert           | Russell Algert (1836–1907)           | 5 maart 1897      | 1 augustus 1899  | R          |
| 41               |            | Minister van Oorlog                      | Elihu Root               | Elihu Root (1845–1937)               | 1 augustus 1899   | 1 februari 1904  | R          |
| 42               |            | Minister van Oorlog                      | William Howard Taft      | William Howard Taft (1857–1930)      | 1 februari 1904   | 1 juli 1908      | R          |
| 43               |            | Minister van Oorlog                      | Luke Wright              | Luke Wright (1846–1922)              | 1 juli 1908       | 4 maart 1909     | R          |
| 34               |            | Minister van de Marine                   | John Long                | John Long (1838–1915)                | 4 maart 1897      | 1 mei 1902       | R          |
| 35               |            | Minister van de Marine                   | William Moody            | William Moody (1853–1917)            | 1 mei 1902        | 1 juli 1904      | R          |
| 36               |            | Minister van de Marine                   | Paul Morton              | Paul Morton (1857–1911)              | 1 juli 1904       | 1 juli 1905      | R          |
| 37               |            | Minister van de Marine                   | Charles Joseph Bonaparte | Charles Joseph Bonaparte (1851–1921) | 1 juli 1905       | 16 december 1906 | R          |
| 38               |            | Minister van de Marine                   | Victor Metcalf           | Victor Metcalf (1853–1936)           | 16 december 1906  | 30 november 1908 | R          |
| 39               |            | Minister van de Marine                   | Truman Newberry          | Truman Newberry (1864–1945)          | 30 november 1908  | 4 maart 1909     | R          |
| 44               |            | Minister van Justitie                    | Philander Knox           | Philander Knox (1853–1921)           | 1 april 1901      | 1 juli 1904      | R          |
| 45               |            | Minister van Justitie                    | William Moody            | William Moody (1853–1917)            | 1 juli 1904       | 16 december 1906 | R          |
| 46               |            | Minister van Justitie                    | Charles Joseph Bonaparte | Charles Joseph Bonaparte (1851–1921) | 16 december 1906  | 4 maart 1909     | R          |
| 22               |            | Minister van Binnenlandse Zaken          | Ethan Hitchcock          | Ethan Hitchcock (1835–1909)          | 20 februari 1899  | 4 maart 1907     | R          |
| 23               |            | Minister van Binnenlandse Zaken          | James Rudolph Garfield   | James Rudolph Garfield (1865–1950)   | 4 maart 1907      | 4 maart 1909     | R          |
| 4                |            | Minister van Landbouw                    | Jim Wilson               | Jim Wilson (1835–1920)               | 4 maart 1897      | 4 maart 1913     | R          |
| 1                |            | Minister van Economische Zaken en Arbeid | George Cortelyou         | George Cortelyou (1862–1940)         | 18 februari 1903  | 1 juli 1904      | R          |
| 2                |            | Minister van Economische Zaken en Arbeid | Victor Metcalf           | Victor Metcalf (1853–1936)           | 1 juli 1904       | 16 december 1906 | R          |
| 3                |            | Minister van Economische Zaken en Arbeid | Oscar Straus             | Oscar Straus (1850–1926)             | 16 december 1906  | 4 maart 1909     | R          |
| 39               |            | Minister van Posterijen                  | Harry New                | Charles Smith (1842–1908)            | 20 april 1898     | 8 januari 1902   | R          |
| 40               |            | Minister van Posterijen                  | Henry Payne              | Henry Payne (1843–1904)              | 8 januari 1902    | 4 oktober 1904   | R          |
|                  |            | Minister van Posterijen                  | Vacant                   |                                      |                   |                  |            |
| 41               |            | Minister van Posterijen                  | Robert Wynne             | Robert Wynne (1851–1922)             | 10 oktober 1904   | 4 maart 1905     | R          |
| 42               |            | Minister van Posterijen                  | George Cortelyou         | George Cortelyou (1862–1940)         | 4 maart 1905      | 4 maart 1907     | R          |
| 43               |            | Minister van Posterijen                  | George Meyer             | George Meyer (1858–1918)             | 4 maart 1907      | 4 maart 1909     | R          |
| Executive Office |            |                                          |                          |                                      |                   |                  |            |
| Nr.              | Functie(s) | Functie(s)                               | Ambtsbekleder            | Ambtsbekleder                        | Ambtstermijn      | Ambtstermijn     | Partij(en) |
|                  |            | Secretaris van de president              | George Cortelyou         | George Cortelyou (1862–1940)         | 1 mei 1900        | 18 februari 1903 | R          |
|                  |            | Secretaris van de president              | William Loeb             | William Loeb (1866–1937)             | 18 februari 1903  | 4 maart 1909     | R          |

Washington ·
J. Adams ·
Jefferson ·
Madison ·
Monroe ·
J.Q. Adams ·
Jackson ·
Van Buren ·
W.H. Harrison ·
Tyler ·
Polk ·
Taylor ·
Fillmore ·
Pierce ·
Buchanan ·
Lincoln ·
A. Johnson ·
Grant ·
Hayes ·
Garfield ·
Arthur ·
Cleveland I ·
B. Harrison ·
Cleveland II ·
McKinley ·
T. Roosevelt ·
Taft ·
Wilson ·
Harding ·
Coolidge ·
Hoover ·
F.D. Roosevelt ·
Truman ·
Eisenhower ·
Kennedy ·
L.B. Johnson ·
Nixon ·
Ford ·
Carter ·
Reagan ·
G.H.W. Bush ·
Clinton ·
G.W. Bush ·
Obama ·
Trump I ·
Biden ·
Trump II